# 黑暗启蒙运动
黑暗启蒙运动（英語：Dark Enlightenment），又称新反动主义运动（英語：Neo-reactionary movement），简称NRx，是反民主、反平等主义反动政治理论，由化名“霉菌孟子”（Mencius Moldbug）的美国软件工程师、博客主柯蒂斯·雅文创立、英国哲学家尼克·兰德进一步发展。该意识形态整体上反对认为历史大势必然会朝向更大的政治自由和启蒙发展，最终达至自由民主制的辉格史，倾向于传统社会建构主义及君主专制与官房学派之类高度等级化的专制政治结构。
2007和2008年，笔名“霉菌孟子”的柯蒂斯·雅文阐明了黑暗启蒙运动思想产生的条件。雅文的理论之后被尼克·兰德进一步发展，兰德在同名文章中创造“黑暗启蒙运动”一词。“黑暗启蒙运动”一词参考自启蒙运动，是贬义词。
2010年7月，加图研究所兼职学者阿诺德·克林创造“新反动主义”一词概述雅文及其追随者的学说。

## 概论
新反动主义是博客主和政治理论家聚集的非正式社区，自2000年代起一直很活跃。史蒂夫·塞勒和漢斯-赫爾曼·霍普是新反动主义的当代先驱，受托马斯·卡莱尔和尤利烏斯·埃佛拉等哲学家影响。
兰德思想的中心点是相信自由与民主不相适应。正如兰德在个人论文《黑暗启蒙运动》中所指出的，他的理论是受到彼得·泰尔等自由意志主义者的影响。记者和评论人认为黑暗启蒙运动是另类右派和新法西斯主义。2016年《纽约》杂志的一篇文章指出，“新反动主义有许多的分支，但其中最重要的一条或许是后自由意志未来主义模式，该模式下不太可能赢得任何选举的自由意志主义者反对民主主义，主张成立威权主义政府 。”
新反动主义有时拒绝和记者沟通。在接触《大西洋》政治事务记者萝西·格雷时，雅文试图发推文引诱她，而博客主尼克·B·斯蒂夫（Nick B. Steves）直接表示萝西的智商不足以应付采访他的任务。

## 与另类右翼的关系
部分人认为黑暗启蒙运动是另类右翼理论分支。黑暗启蒙运动也被标签为新法西斯主义，“让资本主义社会加速发展为法西斯社会”。兰德并不认同，表示“法西斯主义才是大规模反资本主义运动”。
记者兼专家詹姆斯·基尔奇克表示“尽管新反动主义思想家厌恶群众，表示更笼统地说是厌恶民粹主义和人民，但把他们和其他另类右翼份子联系在一起的，是他们绝对的种族主义元素，他们共有的厌世和对执政精英管理不善的不满。”
然而，黑暗启蒙运动创立者柯蒂斯·雅文在文章《为什么我不是白人民族主义者》中谴责民族主义。柯蒂斯·雅文亦是民主党的长期支持者。

## 批评
安德鲁·苏利文认为新反动主义对民主的悲观评估否认了许多已取得的进步，而全球制造业格局也限制了主权国家之间的经济独立性。